# Andrew House
Andrew House, né le 23 janvier 1965, est un homme d'affaires gallois et l'actuel président de Sony Interactive Entertainment depuis le 1er septembre 2011. Il remplace Kazuo Hirai, devenu PDG du groupe Sony le 1er avril 2012.

## Biographie
Andrew House a grandi à Weston-super-Mare dans le pays de Galles. Il étudie et obtient une licence de lettres et civilisation anglaises à l'université britannique d'Oxford, puis déménage Tokyo en 1990, où il commence à travailler chez Sony.
Il y parle couramment japonais, langue dans laquelle il anime la plupart des conférences publiques de Sony. Il a d'ailleurs fortement contribué à la promotion et au lancement des consoles PlayStation, PlayStation 2 et PSP.
En 2009, il devient responsable de l'activité PlayStation dans près de 100 pays (Europe, Afrique Asie et Moyen-Orient).
Il en devient le PDG en 2012.

## Carrière
À la suite de l'obtention de son diplôme de langue et littérature anglaise, il rejoint l'entreprise SONY en 1990, au sein de la branche communication. En 1995, il rejoint la division de la commercialisation au sein de Sony Computer Entertainment.
En 1996, il devient vice-président marketing de SCEA (Sony Computer Entertainment America). Il quitte ce poste en 2002 pour devenir vice-président exécutif de SCEA.
De 2005 à 2009 il occupe le poste de directeur marketing et directeur du groupe Sony Corporation. En 2009 il devient le chef de la direction et chef de l'exploitation de Sony Computer Entertainment Europe (SCEE).